# Serafino Razzi
Serafino Razzi   (Marradi, 16 de desembre de 1531 (Gregorià) - Florència, 1613) fou un frare dominicà italià que el 1563 va publicar una gran col·lecció de cançons de carnaval del gènere lauda (cançó).

## Biografia
Entrant a l'orde dominicà el 1549, el 1563 va publicar una gran col·lecció de laudes en llatí a Florència. Segons el musicòleg alemany Willi Apel, a la segona meitat del segle xvi, Fra Serafino Razzi va inaugurar una vasta literatura d'elogis als estils populars de la villanella i la canzonetta, en la qual apareixien amb freqüència cançons i balades populars.
El primer llibre era una miscel·lània de 91 melodies de diferents èpoques, característiques de la tradició florentina, per a ser interpretades en solitari i a quatre veus. Durant els seus nombrosos viatges, va explorar les terres adriàtiques i va mantenir diaris actualitzats dels seus itineraris, fet que va contribuir a la seva formació en la música i les tradicions populars descrites en algunes de les seves obres.
El 1572-77, Serafino Razzi va fer un llarg viatge d'anys, des de la Toscana fins a l'Úmbria i els Abruços, arribant fins a Molise i Pulla, visitant els convents de l'orde dominic i apuntant les seves impressions en diaris de viatge, que va recollir als Viaggi Adriatici, publicats en part el 1578, i posteriorment íntegrament. L'obra és molt interessant per a les impressions personals del frare, especialment en la part relativa a les ciutats visitades als Abruços: L'Aquila, Teramo, Penne, Chieti, Lanciano, Ortona, Vasto, descrivint un apartat transversal de la vida social i religiosa. en aquestes terres, al segle XVI.
La seva germana, Maria Angelica Razzi, va ser una monja clarisa a Florència i escultora d'obres sagrades en terracota.

## Obres
- Serafino Razzi, Istoria de gli huomini illustri, cosi nelle prelature, come nelle dottrine, del sacro ordine de gli Predicatori. Scritta da f. Serafino Razzi, Lucca, per il Busdrago, 1596, pp. 372, OCLC 909378469.
- Viaggi Adriatici Arxivat 2022-12-28 a Wayback Machine., 1578
- Giardino d'essempi, ouero Fiori delle vite de' Santi 1599
- La storia di Raugia 1595
- La vita et institutioni del Giovan. Taulero (Johannes Tauler) 1590
- Vite dei santi, e beati cosi uomini, come donne del sacro ordine 1577
- , febbraio 1587., su commissione di Andrea Bresciano; Nihil obstat a S. Maria Novella nel 1583, a nome di Giovanni Battista Lancio (m. 1598), Maestro e Servitore Generale dell'Ordine e Provincialis in Terra Santa.